# Conference League Cup
Conference League Cup (trước đây được gọi là Setanta Shield vì lý do tài trợ, và trước đó, Bob Lord Trophy) là một cuộc thi bóng đá dành cho các câu lạc bộ chơi trong Hội nghị bóng đá.